# Buzy-Darmont
Buzy-Darmont é uma comuna francesa na região administrativa de Grande Leste, no departamento de Meuse. Estende-se por uma área de 12,38 km². Em 2010 a comuna tinha 565 habitantes (densidade: 45,6 hab./km²).